# Praomys daltoni
Praomys daltoni é uma espécie de roedor da família Muridae.
Pode ser encontrada nos seguintes países: Benin, Burkina Faso, Camarões, República Centro-Africana, Chade, Costa do Marfim, Gâmbia, Gana, Guiné, Guiné-Bissau, Libéria, Mali, Níger, Nigéria, Senegal, Serra Leoa, Sudão e Togo.
Os seus habitats naturais são: savanas áridas, áreas rochosas e áreas urbanas.